# Klaus-Peter Schmitz (Ingenieurwissenschaftler)

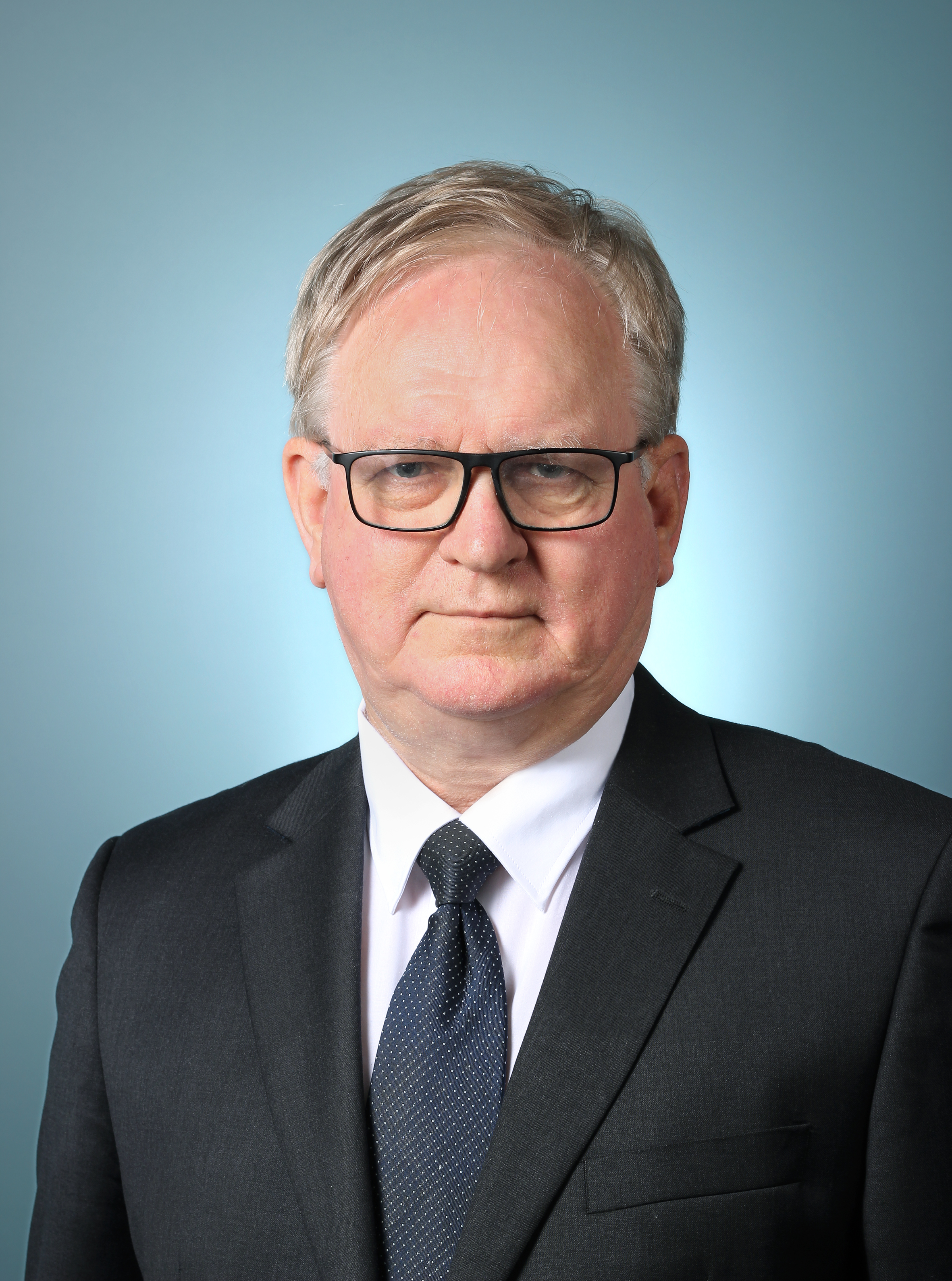
Klaus-Peter Schmitz, 2015

Klaus-Peter Schmitz (* 16. Januar 1946 in Rostock-Warnemünde) ist ein deutscher Ingenieurwissenschaftler und Professor für Biomedizinische Technik. Er leitete bis 2014 das Institut für Biomedizinische Technik, Universitätsmedizin Rostock. Er ist Direktor und Vorstandsvorsitzender des Instituts für ImplantatTechnologie und Biomaterialien e. V., An-Institut der Universität Rostock und Kompetenzzentrum für Medizintechnik Mecklenburg-Vorpommern. Er ist ein ausgewiesener Wissenschaftler auf den Gebieten der Medizintechnik und der Angewandten Mechanik.

## Leben
Nach dem Studium der Angewandten Mechanik an der Universität Rostock von 1964 bis 1969 promovierte er von 1968 bis 1972 zum Dr.-Ing. im Fach Technische Mechanik auf dem Gebiet der Schwingungslehre. Nach seiner Promotion war er im Kombinat Schiffbau in Rostock von 1972 bis 1984 als Entwicklungsingenieur tätig. In der Zeit am Institut für Schiffbau Rostock folgte 1980 seine Habilitation aus der Industrie heraus. Seit 1984 arbeitete er als Leiter des Bereichs „Assistierte Zirkulation und Künstliches Herz“ in der Forschungsabteilung der Klinik für Innere Medizin der Universität Rostock. Im Jahr 1992 wurde er zum Professor für Biomedizinische Technik an der Universität Rostock berufen. Er leitete das Institut für Biomedizinische Technik an der Universität Rostock seit der Gründung im Jahr 1995 bis zu seiner Emeritierung im Jahr 2014. Er gründete 1996 das gemeinnützige Institut für ImplantatTechnologie und Biomaterialien e. V., dem er bis zur Gegenwart als Direktor vorsteht.
Klaus-Peter Schmitz ist Sohn des Physikers und Strömungsmechanikers Gerhard Schmitz, der am Kaiser-Wilhelm-Institut für Strömungsforschung in Göttingen unter Ludwig Prandtl promovierte und später an der Schiffbautechnischen Fakultät Rostock als Professor für Strömungslehre tätig war. Von 1946 bis 1953 wurde er mit seinen Eltern in die Sowjetunion nach Kimry umgesiedelt, da sein Vater als Entwicklungsleiter im Flugzeugbau bei Heinkel gearbeitet hatte und wie zahlreiche andere deutsche Wissenschaftler und Ingenieure nach dem Zweiten Weltkrieg als Spezialist für die Sowjetunion arbeiten musste.
Klaus-Peter Schmitz ist verheiratet und hat zwei Kinder.

## Wirken
Nach dem Wechsel in die Medizintechnik Mitte der 80er Jahre war Klaus-Peter Schmitz im Bereich der Anwendung des Kunstherzes und von Assistsystemen experimentell tätig und war an der Realisierung von künstlichen Herzen maßgeblich beteiligt. Der Biomedizintechniker ist für seine Pionierleistungen in der Erforschung der Bioverträglichkeit von Implantaten und insbesondere der Technologie von Stents durch zahlreiche Publikationen und mehr als 50 Patente national und international ausgewiesen. Er war entscheidend an der Profilierung des Instituts für Biomedizinische Technik der Universitätsmedizin Rostock im Bereich der Kardiovaskulären Implantate, besonders von koronaren Stents in Warnemünde, beteiligt.

## Forschungsschwerpunkte
- Stenttechnologien
- Elektrostimulationselektroden
- Augenimplantate
- bioresorbierbare Materialien
- biofunktionalisierte Implantatoberflächen und Drug-Delivery-Systeme
- Implantatbeschichtung

## Forschungsverbünde
- BMBF-Verbundprojekt „RESPONSE – Partnerschaft für Innovation in der Implantattechnologie“ im Rahmen des BMBF-Programms „Zwanzig20 – Partnerschaft für Innovation“ (Vorsitzender des Vorstands)
- BMBF-Verbundprojekt „REMEDIS – Höhere Lebensqualität durch neuartige Mikroimplantate“ im Rahmen des BMBF-Programms „Spitzenforschung und Innovation in den Neuen Ländern“ (Vorsitzender des Vorstands)
- Sonderforschungsbereich Transregio 37 „Mikro- und Nanosysteme in der Medizintechnik“ Hannover-Aachen-Rostock

## Mitgliedschaften und Ehrenämter
- Mitglied der Berlin-Brandenburgischen Akademie der Wissenschaften
- Sekretar der Technikwissenschaftlichen Klasse der Berlin-Brandenburgischen Akademie der Wissenschaften (2012–2014)
- Gründungsmitglied der acatech – Deutsche Akademie der Technikwissenschaften
- Vorsitzender des Vorstands im BMBF-Projekt RESPONSE – Partnerschaft für Innovation in der Implantattechnologie im Rahmen der Initiative Zwanzig20 – Partnerschaft für Innovation.
- Mitglied des Editorial Board der Zeitschrift „Biomedizinische Technik/Biomedical Engineering“
- Mitglied des Wissenschaftlichen Beirats der Zeitschrift „Biomaterialien“
- Wirtschaftsbotschafter des Landes Mecklenburg-Vorpommern[5]

## Auszeichnungen
- Ehrenring des Vereins Deutscher Elektrotechniker VDE (2008)[6]
- Ehrenring der Stadt Garbsen (für Pionierleistungen in der Erforschung der Bioverträglichkeit von Implantaten und insbesondere der Technologie von Stents) (2015)[7]
- Auszeichnung mit dem Ehrentitel Fellow der Deutschen Gesellschaft der Biomedizinischen Technik (DGBMT) für herausragende wissenschaftlich-technische Leistungen auf dem Gebiet der Implantattechnologie (26. September 2018)[8]
- Bundesverdienstkreuz 1. Klasse (15. November 2018) für besonderen Einsatz auf dem Gebiet der Medizintechnik sowie für das Gemeinwohl[9]
- Macher30 (Ehrenpreis des Ostens) (29. September 2020)[10]